# Basilika Unserer Lieben Frau der Gesundheit

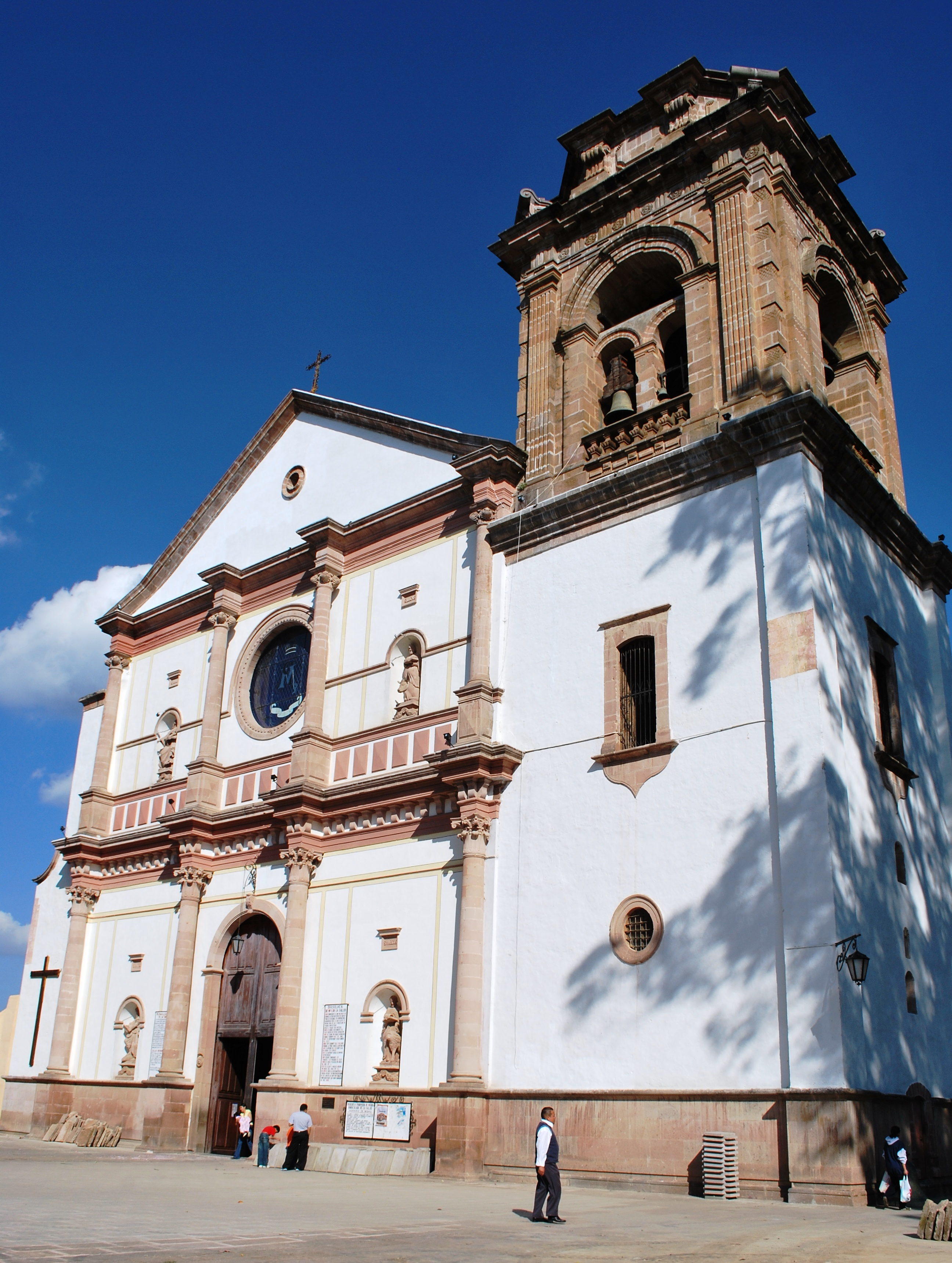
Basilika Unserer Lieben Frau der Gesundheit

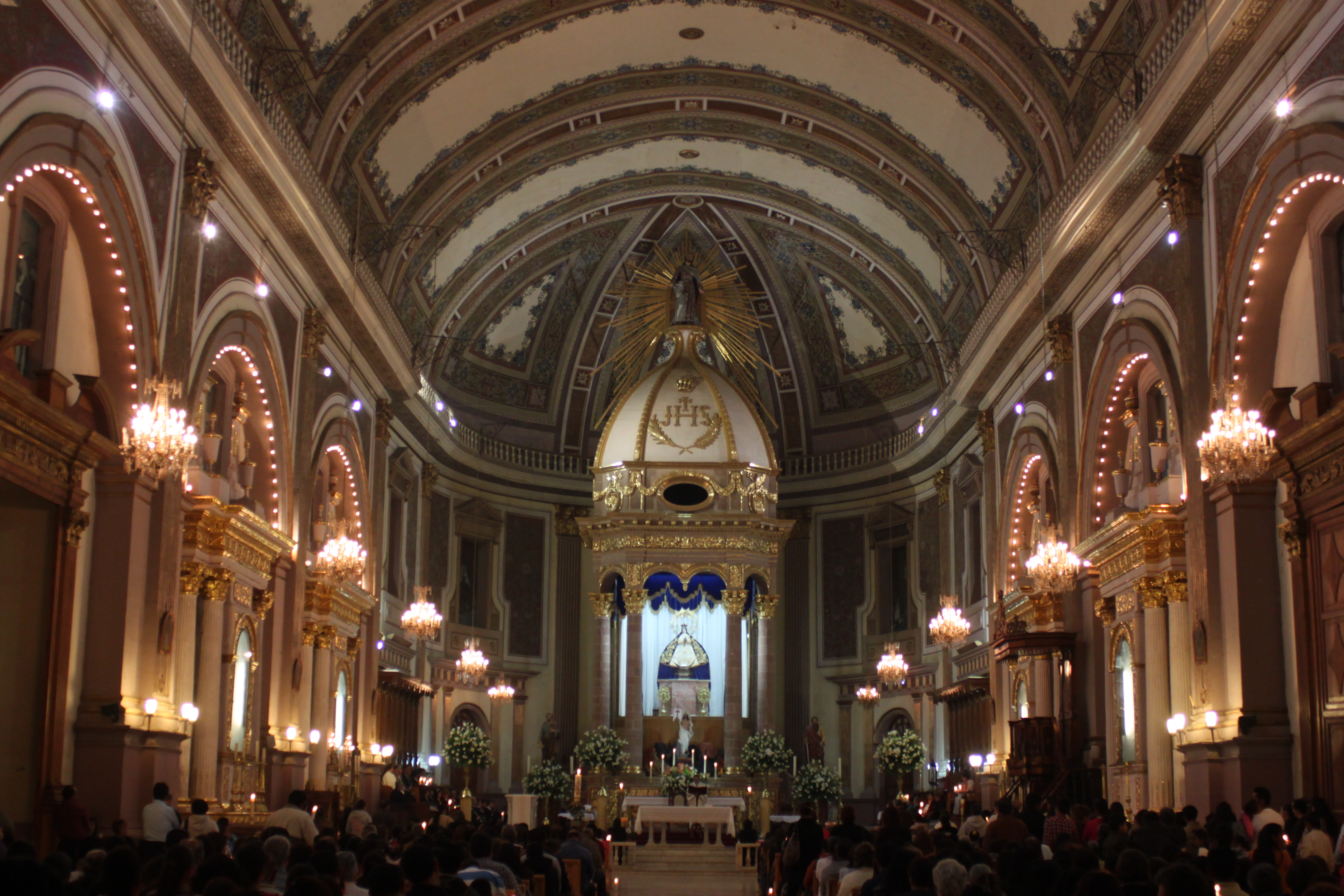
Innenraum der Kirche

Die Basilika Unserer Lieben Frau der Gesundheit (spanisch Basílica de Nuestra Señora de la Salud) ist die römisch-katholische Hauptkirche von Pátzcuaro im mexikanischen Bundesstaat Michoacán. Sie trägt den Titel einer Basilica minor und ist als historisches Denkmal unter der Nummer 10045 geschützt.

## Geschichte
Die Kirche wurde zwischen 1538 und 1579 an zentraler Stelle auf einer Purépecha-Pyramide errichtet. Ihr heutiges Erscheinen ist das Ergebnis mehrerer Umbauten. Bis zur Verlegung des Sitzes des Bistums Morelia im Jahre 1580 hatte sie die Funktion einer Kathedrale. Am 23. Januar 1924 wurde die Kirche durch Papst Pius XI. in den Rang einer Basilica minor erhoben. Im Kloster wird von den Nonnen, der stark vom Aussterben bedrohte Dumerils Querzahnmolch (Ambystoma dumerilii) wegen seines Hautsekrets für einen nur dort produzierten und von den Nonnen vertrieben Hustensaft, mit Unterstützung von Wissenschaftlern erfolgreich in Gefangenschaft nachgezüchtet.

## Bauwerk
Die Kirchenfassade mit einem seitlichen Turm ist einfach mit wenigen ornamentalen Elementen gestaltet. Die einschiffige Kirche im barocken neuspanischen Stil hat im Chor einen überdachten Altar, der das Gnadenbild der Jungfrau der Gesundheit zeigt. Es wurde im 16. Jahrhundert nach damaligem Brauch aus einer Masse aus Maismehl und Orchideenhonig modelliert und wird von den Purépecha-Indianern sehr verehrt. Die Jungfrau der Gesundheit ist die Patronin der Region. In einer Seitenkapelle des Hauptgebäudes steht in einem Denkmal eine Urne mit den Überresten und einigen Besitztümern des ersten Bischofs Vasco de Quiroga.